# House Of Strings (專輯)
《House Of Strings》是日本音樂組合B'z的吉他手松本孝弘的第7張器樂專輯。於2004年11月24日發售。

## 概要
成為了來自由松本以吉他手為中心，為弦樂器演奏者所成立的唱片公司「House Of Strings」所發售的首張專輯。
收錄了於2004年7月17、18、20日在三得利音樂廳所舉行的由松本孝弘與東京都交響樂團合作音樂會『都響スペシャル Collaboration 2004 松本孝弘「華」』所披露的全10曲，再加上4首在錄音室重新錄製的樂曲。

## 收錄曲
1. WHITE CHRISTMAS（日语：ホワイト・クリスマス (曲)）
2. 曾幾何時的Merry Christmas（いつかのメリークリスマス）
3. sasanqua〜冬之陽（sasanqua〜冬の陽）
4. 戀歌
5. #1090
6. 華（日语：華 (松本孝弘のアルバム)）
7. 儘管愛是放縱任性的 我唯獨不願傷害你（愛のままにわがままに 僕は君だけを傷つけない）
8. BLUE
9. BLACK JACK
10. SACRED FIELD〜RED SUN（日语：すぽると! MEMORIAL〜Sweat and Tears〜）〜GO FURTHER
11. Theme from ULTRAMAN
12. Strings of My Soul
13. LOVE PHANTOM
14. HOLY NIGHT

## 商業搭配
- TBS系『恋するハニカミ!（日语：恋するハニカミ!）』插入曲(#1)
- TBS系『恋するハニカミ!』主題曲(#2)

## 製作人員
- 松本孝弘：作曲（2-13）、編曲、Guitar
- 德永曉人：編曲（1-3.7.10.11.13）、Toy Piano（英语：Toy piano）（3）
- 池田大介（日语：池田大介 (編曲家)）：編曲（4-10.12）
- IRVING BERLIN：作詞・作曲(#1)
- TAMA MUSIC STRINGS：Strings（1.2）
- MAKI NAGATA：Strings（1,2） Violin(3)
- YUSUKE NAGANO：Trumpet（1）
- NORIKO TAKAICHI：Wood Winds（2）
- TAMA MUSIC W.WINDS：Wood Winds（2）
- YAYOI FUJITA:Violin(3)
- SAORI OKA:Viola（3）
- EIKO ONURI：V.Cello（3）
- 矢部達哉（日语：矢部達哉）：Violin Solo（4.6）
- SEO HYUN-SEOK：Conductor（9）
- KANGNAM WARD SYMPHONY ORCHESTRA (KOREA)：Orchestra(9)
- IRVING BERLIN：作曲（1）
- 作者不詳：作曲（14）[1]

## 腳註
1. ↑  名義會成為作者不詳是因為「平安夜」為翻彈，實際上是由Franz Xaver Gruber（英语：Franz Xaver Gruber）作曲。

## 外部連結
- House Of Strings（页面存档备份，存于）